# Sora (Laci antic)
|  | Aquest article tracta sobre l'antiga ciutat romana. Si cerqueu la població moderna, vegeu «Sora (Laci)». |

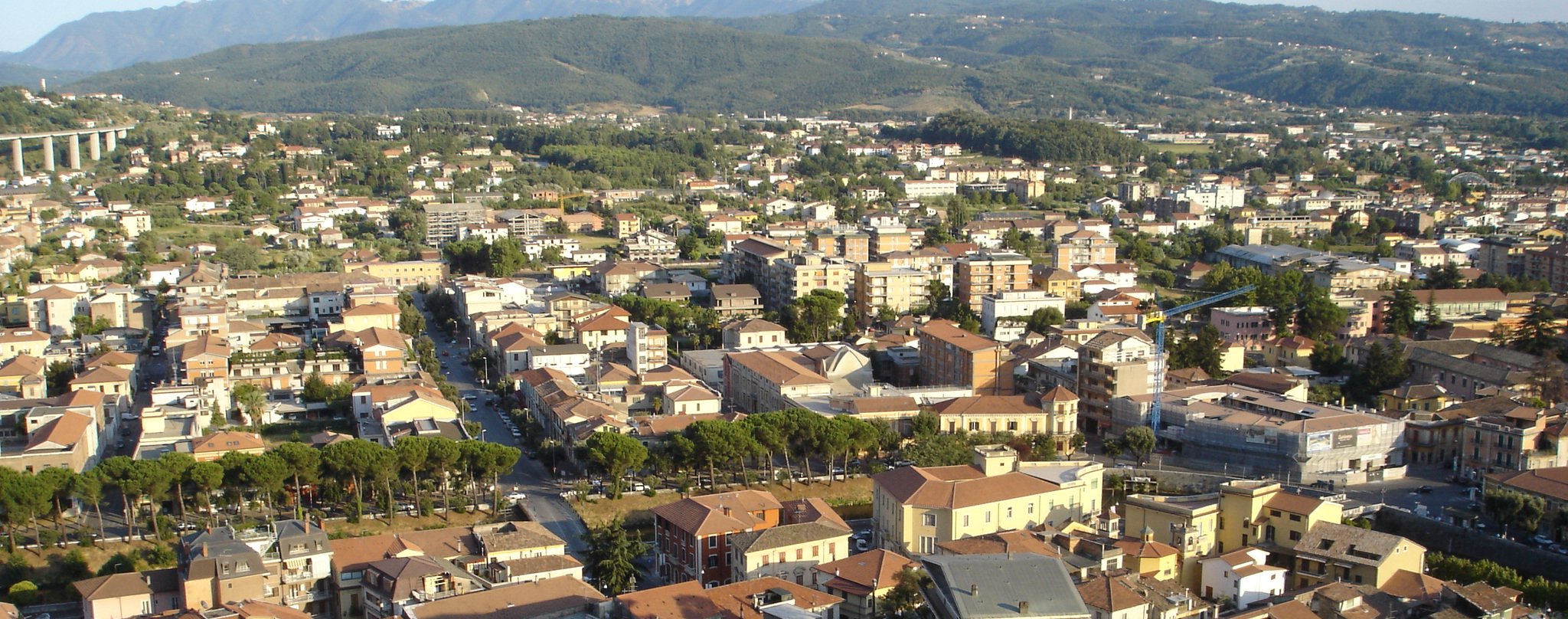
Sora en l'actualitat

Sora (grec antic: Σῶρα) va ser una ciutat del Latium a la vall del Liris, a la dreta d'aquest riu, a uns 10 km al nord d'Arpinium.
Originàriament era una ciutat dels volscs i probablement la possessió més al nord de les ciutats d'aquest poble. Va passar a mans dels romans l'any 345 aC, en un atac sorpresa dels cònsols Marc Fabi Dorsó i Servi Sulpici Camerí Ruf, segons Titus Livi. i posteriorment s'hi va establir una colònia romana. L'any 315 aC, els habitants, volscs en la majoria, es van revoltar i es van unir als samnites, i van matar els colons romans. El dictador Quint Fabi Màxim Rul·lià la va assetjar i, tot i la derrota patida a Lautulae, el setge va continuar i finalment l'any 314 aC la van ocupar els cònsols Gai Sulpici Llong i Marc Peteli Libó Visol. La ciutadella, situada en una posició inexpugnable, els va ser lliurada per un desertor. Els caps rebels van ser enviats a Roma i executats. Una guarnició romana es va establir a la ciutat, però l'any 306 aC els samnites la van ocupar altre cop. Els romans la van reconquerir el 305 aC. Al final de la guerra, els romans hi van establir una nova colònia amb 4.000 colons, l'any 303 aC amb dret llatí.
Durant la Segona Guerra Púnica, és esmentada com una de les colònies que, el 209 aC, va al·legar que no podien contribuir amb soldats ni subministraments. Després de la guerra va patir increments de taxes.
Pràcticament no torna a ser esmentada. Per la llei Julia de civitate italis danda, la colònia llatina, com moltes altres, va convertir-se en municipi ordinari. Sota August, va rebre un nou cos de colons format per veterans de la Legio IV. Juvenal diu que era un poble tranquil, on les vil·les eren barates. Després només la mencionen els geògrafs.
Va sobreviure a la caiguda de l'Imperi i era una ciutat de certa importància a l'alta edat mitjana. Va ser una seu episcopal.
No queden restes de l'antiga ciutat, però al seu lloc es dreça actualment una important ciutat italiana, amb el mateix nom, Sora.